# Petromány

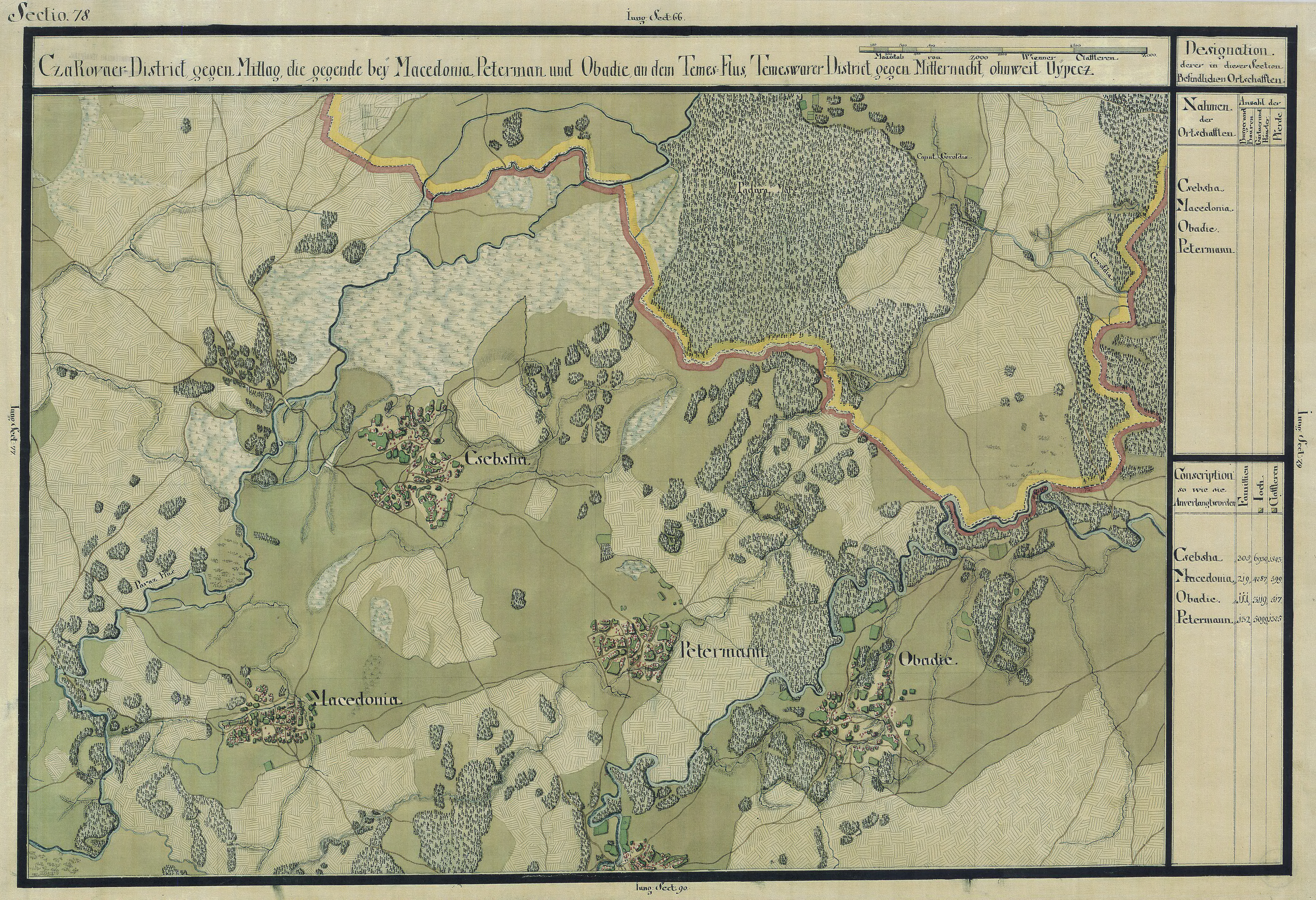
Petromány egy régi térképen

Petromány (románul: Petroman) falu Romániában, Temes megyében.

## Fekvése
Temesvártól délre, Csák északi szomszédjában, fekvő település.

## Története
Petromány nevét az 1332-1337. évi pápai tizedjegyzékben említették először Petrec, Petri néven, egyházas helyként. 1346-ban magyar neve Pedlé volt. A településre a 17. század végén románok telepedtek le. Az 1717. évi kamarai jegyzék 60 házat írt itt össze. Az 1761. évi térképen neve már Petroman néven szerepel. 1807-ben a vallás- és tanulmányi alap csákovai uradalmához csatolták. Az 1887-es árvízkor a Temes az egész határát elpusztította.
A trianoni békeszerződés előtt Temes vármegye Csáki járásához tartozott.